# Dimitrow
Dimitrow, weibliche Form Dimitrowa, oder Dimitrov bzw. Dimitrova oder Dimitroff ist ein bulgarischer Familienname.

## Namensträger

### A
- Albena Dimitrova (* 1969), bulgarische Autorin
- Aleksandar Dimitrov (* 1949), mazedonischer Politiker und Diplomat
- Aleksandyr Dimitrow (1909–1944), bulgarischer Politiker
- Angel Dimitrow (* 1945), bulgarischer Historiker und Diplomat
- Anna Dimitrova (* 1986), deutsch-bulgarische Autorin
- Anton Dimitrow (1867–1933), bulgarischer Revolutionär

### B
- Beloslawa Dimitrowa (* 1986), bulgarische Dichterin und Hörfunkjournalistin
- Birgitta Englund Dimitrova (* 1946), schwedische Sprachwissenschaftlerin
- Blaga Dimitrowa (1922–2003), bulgarische Schriftstellerin, Lyrikerin, Übersetzerin und Politikerin
- Bojan Dimitrow (1916–??), bulgarischer Skirennläufer
- Boko Dimitrow (1951–2013), bulgarischer Fußballspieler
- Boriana Dimitrova (* ≈1977), bulgarische Jazzmusikerin
- Boris Dimitrow (1912–??), bulgarischer Radrennfahrer
- Boschidar Dimitrow (1945–2018), bulgarischer Historiker und Minister

### D
- Deletin Dimitrow (* 1983), bulgarischer Fußballspieler
- Denis Dimitrow (* 1994), bulgarischer Leichtathlet
- Dessislawa Dimitrowa (* 1972), bulgarische Leichtathletin
- Dimitar Dimitrow (Elektrotechniker) (1932–2002), bulgarischer Elektrotechniker, Hochschullehrer und Politiker
- Dimitar Dimitrov (Schriftsteller) (* 1937), jugoslawischer bzw. mazedonischer Schriftsteller und Politiker
- Dimitar Dimitrow (Leichtathlet), bulgarischer Hürdenläufer
- Dimitar Dimitrow (Turner, 1946) (* 1946), bulgarischer Turner
- Dimitar Dimitrow (Fußballspieler, 1949) (* 1949), bulgarischer Fußballspieler
- Dimitar Dimitrow (Volleyballspieler) (* 1952), bulgarischer Volleyballspieler
- Dimitar Dimitrow (Fußballtrainer) (* 1959), bulgarischer Fußballspieler und -trainer
- Dimitar Dimitrow (Bobfahrer) (* 1966), bulgarischer Bobfahrer
- Dimitar Dimitrow (Turner, 1996) (* 1996), bulgarischer Turner
- Dimitar Dimitrow (Eishockeyspieler) (* 1997), bulgarischer Eishockeyspieler
- Dimitar Dimitrow Gospodinov (* 1971/1972), bulgarischer Radsportler, siehe Dimitar Gospodinow
- Dimitrika Dimitrowa (* 1980), bulgarische Badmintonspielerin
- Dimitrinka Dimitrowa (* um 1975), bulgarische Badmintonspielerin
- Dinko Dimitrow (* 1961), bulgarischer Fußballspieler
- Dobromir Dimitrow (* 1991), bulgarischer Volleyballspieler

### E
- Elian Dimitrow (* 1991), bulgarischer Boxer
- Emil Dimitrow (* 1960), bulgarischer Fußballspieler
- Emilija Dimitrowa (* 1970), bulgarische Badmintonspielerin

### F
- Filip Dimitrow (* 1955), bulgarischer Politiker

### G
- Gena Dimitrowa (1941–2005), bulgarische Opernsängerin (Sopran)
- Georgi Dimitroff (1882–1949), bulgarischer Politiker
- Georgi Dimitrow (Turner) (1911–??), bulgarischer Turner
- Georgi Dimitrow (Skirennläufer) (* 1930), bulgarischer Skirennläufer
- Georgi Dimitrow (Fußballspieler, 1931) (1931–1978), bulgarischer Fußballspieler
- Georgi Dimitrow (Fußballspieler, 1959) (1959–2021), bulgarischer Fußballspieler
- Georgi Dimitrow (Fußballspieler, 1966) (* 1966), bulgarischer Fußballspieler
- Georgi Michow Dimitrow (1903–1972), bulgarischer Politiker
- Grigor Dimitrow (* 1991), bulgarischer Tennisspieler

### H
- Hristo Dimitrow (* 1968), bulgarischer Gewichtheber

### I
- Ilian Dimitrow (* 1953), bulgarischer Boxer
- Iwajlo Dimitrow (* 1989), bulgarischer Fußballspieler
- Iwan Dimitrow (Fußballspieler) (1935–2019), bulgarischer Fußballspieler
- Iwan Dimitrow (Volleyballspieler) (* 1951), bulgarischer Volleyballspieler
- Iwan Dimitrow (Sportschütze) (* 1973), bulgarischer Sportschütze
- Iwan Dimitrow (Politiker) (* 1952), bulgarischer Diplomat

### J
- Jantscho Dimitrow (1943–1992), bulgarischer Fußballspieler

### K
- Katerina Dimitrowa (* 2004), bulgarische Tennisspielerin
- Kim-Patrick Sabla-Dimitrov (* 1977), deutscher Pädagoge und Spieleerfinder
- Kiril Dimitrow (1951–2015), bulgarischer Ringer
- Konstantin Dimitrow (* 1957), bulgarischer Politiker
- Kristian Dimitrow (* 1997), bulgarischer Fußballspieler

### L
- Liljana Dimitrowa (1918–1944), bulgarische Aktivistin
- Liuben Dimitrov (* 1969), bulgarischer Pianist, siehe Genova & Dimitrov
- Ljubomir Dimitrow (1930–2001), bulgarischer Schauspieler

### M
- Mariana Dimitrowa (* 1982), bulgarische Leichtathletin
- Marija Dimitrowa (* 1976), bulgarische Dreispringerin
- Marijan Dimitrow (* 1972), bulgarischer Kanute
- Martin Dimitrow (Politiker) (* 1977), bulgarischer Politiker
- Martin Dimitrow (Fußballspieler, 1980) (* 1980), bulgarischer Fußballspieler
- Martin Dimitrow (Fußballspieler, 1987) (* 1987), bulgarischer Fußballspieler
- Martin Dimitrow (Fußballspieler, 1996) (* 1996), bulgarischer Fußballspieler
- Martin K. Dimitrov (* 1975), US-amerikanischer Politikwissenschafter
- Michail Dimitrow (1881–1966), bulgarischer Historiker, Psychologe und Philosoph

### N
- Nikola Dimitrow (Fußballspieler, 1908) (1908–1988), bulgarischer Fußballspieler und Wintersportler
- Nikola Dimitrow (Fußballspieler, 1939) (1939–2023), bulgarischer Fußballspieler
- Nikola Dimitrow (Ringer) (* 1939), bulgarischer Ringer
- Nikola Dimitrow (Reiter) (* 1946), bulgarischer Springreiter
- Nikola Dimitrow (Skisportler) (* 1961), bulgarischer Skisportler
- Nikola Dimitrov (Künstler) (* 1961), deutscher Maler und Musiker
- Nikola Dimitrov (Politiker) (* 1972), mazedonischer Politiker und Diplomat
- Nikola S. Dimitrov (Nikola Spassov Dimitrov; 1921–1997), bulgarisch-deutscher Bauingenieur und Hochschullehrer
- Nikolai Dimitrow (* 1963), bulgarischer Bobsportler
- Nikolai Scheljaskow Dimitrow (* 1968), bulgarischer Ringer
- Nikolaj Dimitrow (* 1987), bulgarischer Fußballspieler
- Nija Dimitrowa (* 1993), bulgarische Biathletin

### P
- Pantelei Dimitrow (194´0–2001), bulgarischer Fußballspieler
- Petar Dimitrow Georgiew (* 1929), bulgarischer Radrennfahrer
- Petar Dimitrow (Politiker) (* 1949), bulgarischer Politiker
- Petar Dimitrow (Fußballspieler) (* 1982), bulgarischer Fußballspieler

### R
- Radoslav Dimitrov (* 1971), US-amerikanischer Politikwissenschaftler und Hochschullehrer
- Radoslaw Dimitrow (Fußballspieler) (* 1988), bulgarischer Fußballspieler
- Radoslaw Dimitrow (Schachspieler) (* 1993), bulgarischer Schachgroßmeister
- Rostislaw Dimitrow (* 1974), bulgarischer Dreispringer
- Rumen Dimitrow (* 1986), bulgarischer Dreispringer

### S
- Sachari Dimitrow (* 1975), bulgarischer Fußballspieler
- Silvia Dimitrov (* 1978), deutsche Eiskunstläuferin
- Simeon Dimitrow (1945–2024), als Neofit von Bulgarien bulgarischer Patriarch
- Srđan Dimitrov (* 1992), serbischer Fußballspieler
- Stanimir Dimitrow (* 1972), bulgarischer Fußballspieler
- Stanke Dimitrow (1889–1944), Antifaschist
- Stefan Dimitrow (Volleyballspieler) (* 1956), bulgarischer Volleyballspieler
- Stefan Dimitrow (Gewichtheber) (1957–2011), bulgarischer Gewichtheber
- Stefan Dimitrow (Fußballspieler) (* 1984), bulgarischer Fußballspieler
- Swetla Dimitrowa (* 1970), bulgarische Leichtathletin

### T
- Tanja Dimitrowa (Volleyballspielerin) (Tanja Georgiewa Dimitrowa; * 1957), bulgarische Volleyballspielerin
- Tanja Dimitrowa (Diplomatin) (Tanja Dimitrowa Dimitrowa), bulgarische Diplomatin
- Traian Dimitrow (* 1947), bulgarischer Fechter

### W
- Walentina Dimitrowa (Leichtathletin) (1956–2014), bulgarische Mehrkämpferin
- Walentina Dimitrowa (Biathletin) (* 2003), bulgarische Biathletin
- Welislawa Dimitrowa (* 1993), bulgarische Fußballspielerin
- Welizar Dimitrow (* 1979), bulgarischer Fußballspieler
- Wiktorija Dimitrowa (Eiskunstläuferin) (1976–1994), bulgarische Eiskunstläuferin
- Wiktorija Dimitrowa (Ruderin) (* 1979), bulgarische Ruderin
- Wladimir Dimitrow (* 1968), bulgarischer Schachspieler
- Wladimir Dimitrow-Maistora (1882–1960), bulgarischer Maler

### Z
- Zdrawko Dimitrow (* 1998), bulgarischer Fußballspieler
- Zwetan Dimitrow (*  1987), bulgarischer Fußballtorwart
- Zwetelin Dimitrow (* 1999), bulgarischer E-Sportler